# Templo de Ísis e Serápis
Templo de Ísis e Serápis (em latim: Iseum Campensis), chamado de Iseu (em latim: Iseum),  era um santuário dedicado à deusa Ísis e seu consorte, Serápis, construído em Roma no Campo de Marte, entre a Saepta Iulia e o Templo de Minerva. O ingresso ao interior estava decorado com vários obeliscos de granito vermelho ou rosa de Assuão, importados no século I e erigidos aos pares: vários deles foram depois encontrados, partidos e incompletos, perto da basílica de Santa Maria sopra Minerva.

## História
O culto a Ísis foi introduzido em Roma no século I a.C. depois de muita resistência da aristocracia tradicionalista: em 53 a.C., o Senado Romano decretou a demolição de capelas privadas construídas no interior das muralhas. O templo no Campo de Marte foi construído em 43 a.C., mas o culto foi suspenso primeiro por Agripa (23 a.C.) e depois por Tibério. O culto foi depois reintroduzido por Calígula e perdurou até o final do Império. O edifício foi destruído num incêndio em 80 d.C. e foi reconstruído por Domiciano; novas alterações foram patrocinadas por Adriano e grande parte da estrutura foi restaurada pelos severianos. O santuário ainda existia no século V.

## Características
O santuário, com 240 metros de comprimento e outros 60 de largura, estava divido em três partes: na intermediária estava uma área retangular, acedida através de arcos monumentais; em seguida foi descoberta uma praça decorada com pares de obeliscos e esfinges de granito vermelho de Assuão, no centro da qual estava o Templo de Ísis; uma abside semi-circular presumivelmente abrigava o serapeu, exatamente onde hoje está a igreja de Santo Stefano del Cacco. 
Dos obeliscos que adornavam o complexo, ainda restaram o Obelisco do Panteão, o de Minerva e o Dogali; um quarto, minúsculo, possivelmente está em Urbino. Provavelmente está relacionada ao santuário a estátua de Ísis Sothis colocada em frente à basílica de San Marco e conhecida como Madama Lucrezia; desta mesma estátua provavelmente fazia parte o famoso Pé de Mármore, um fragmento encontrado numa via que hoje leva seu nome e que veste uma sandália típica das sacerdotisas de Ísis. Deste Iseu veio também uma estátua do Nilo, atualmente nos Museus Vaticanos, e do Tibre, atualmente no Louvre, além da famosa Pinha, também no Vaticano.

## Localização
| Planimetria do Campo de Marte central |
| --- |
| Termas de Nero Estádio de Domiciano Panteão Basílica de Netuno Termas de Agripa Estagno ? Odeão de Domiciano Ínsulas da época de Adriano Galpões militares? Galpões militares? Galpões militares? Septa Júlia Diribitório Pórtico dos Deuses Água Virgem Arco de Cláudio Pórtico de Vipsânia Quartel da I coorte dos vigiles Iseu Templo de Minerva Calcídica Altar de Marte Via Flamínia Via Flamínia Templo de Adriano Templo de Matídia Teatro de Pompeu Templos do Largo Argentina Pórtico de Minúcio Coluna de Marco Aurélio T. de M. Aurélio e Faustina (?) Arco de M. Aurélio (?) Coluna de Antonino Pio Ustrino de Faustina Maior Ustrino de Faustina Menor Via Reta Pórtico e Templo de Bom Evento Pórtico de Pompeu Arco Novo Pórtico de Meleagro Pórtico dos Argonautas Piazza della Rotonda Vila Pública |